# امین اودریری
امین اودریری (انگلیسی: Amine Oudrhiri؛ زادهٔ ۴ نوامبر ۱۹۹۲) بازیکن فوتبال اهل فرانسه است.
از باشگاه‌هایی که در آن بازی کرده‌است می‌توان به باشگاه فوتبال نانت و باشگاه فوتبال ستاره سرخ اشاره کرد.